# Meister
Meister is een historisch motorfietsmerk.
De bedrijfsnaam was: Meister Fahrradwerke, Erhard Doppelt, later Meister Fahrzeug GmbH, Bielefeld (1949-1959).
Meister was een Duits merk dat vanaf 1949 bromfietsen met Zündapp-motoren en 98- tot 198cc-motorfietsen met ILO- en Sachs- motoren bouwde. Het bedrijf kwam bij de firma Goebel maar bleef lichte motorfietsen en bromfietsen bouwen tot het einde van de productie in 1959.